# علی علیزاده (بازیکن فوتبال)

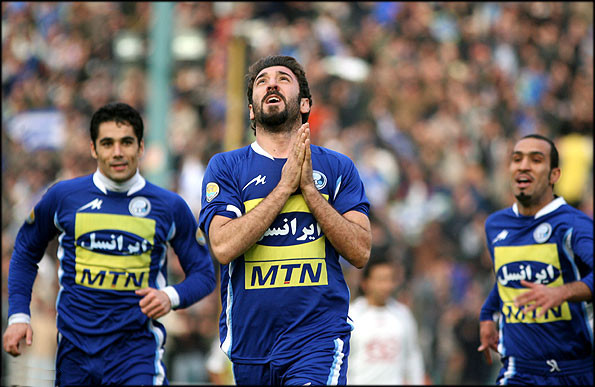
علی علیزاده اولین نفر از سمت چپ تصویر

علی علیزاده (زاده ۱۳ اردیبهشت۱۳۶۰) یک بازیکن فوتبال اهل ایران است وی سابقه بازی در تیم‌های مس رفسنجان، مس کرمان، فجر سپاسی شیراز، پرسپولیس، استقلال تهران، برق شیراز، تراکتور و شهرداری تبریز را در کارنامه دارد، وی هم‌اکنون سرپرست باشگاه مس رفسنجان است.
وی همچنین سابقه پوشیدن پیراهن تیم ملی امید فوتبال ایران را در رقابت‌های مقدماتی المپیک دارد. وی به خاطر انداختن پرتاب‌های اوت بلند معروف بود و یک بار توانسته بود با همین شیوه گلزنی کند به این صورت که پرتاب او به دست دروازه‌بان حریف برخورد کرد و توپ گل شد. زاربروکن باشگاه آلمانی بود که خواهان جذب وی بود اما مسئولان باشگاه فجر سپاسی شیراز با این انتقال مخالفت کردند. وی در مورد حضور در این تیم گفت: در تمرینات وقتی پرتاب‌های اوت من را دیدند، همه تعجب کردند. انگار قبل از این چنین چیزی ندیده بودند.

## افتخارات
قهرمانی در لیگ برتر خلیج فارس و جام حذفی فوتبال ایران همراه با استقلال تهران